# Рафиков, Рушан Русланович
Руша́н Русла́нович Ра́фиков (род. 15 мая 1995, Саратов) — российский хоккеист, защитник. Игрок ярославского «Локомотива», выступающего в КХЛ. Обладатель Кубка Гагарина 2025 года.

## Карьера
Родился в Саратове, там же начинал заниматься хоккеем, в спортивной школе «Кристалла». В родном городе поиграл за «Кристалл»-95 и «Кристалл»-94. В возрасте 11 лет приехал на просмотр в Ярославль, где спустя несколько дней ему сообщили о том, что он подходит «Локомотиву», и юный хоккеист принял решение продолжить карьеру в этой команде. На юниорском уровне, вместе со сверстниками, становился серебряным призёром чемпионата России, бронзовым призёром первенства страны среди федеральных округов и неоднократно признавался лучшим защитником соревнований.
На профессиональном уровне дебютировал в составе молодёжной команды «Локо», в сезоне 2011/12. В сезоне 2014/15 был отправлен в фарм-клуб «Локомотива» — «Рязань», где состоялся его дебют во взрослом хоккее. Этот сезон провёл в командировках, набираясь опыта игры в ВХЛ, а также продолжал играть за молодёжную команду «Локо», вместе с которой, по итогу сезона, завоевал бронзовые медали МХЛ.
Весь период подготовки к сезону 2015/16 провёл вместе с главной командой «железнодорожников» и 27 августа дебютировал на уровне КХЛ, в поединке против тольяттинской «Лады». Всего в дебютном для себя сезоне в КХЛ провёл 33 матча (16 игр в составе «Локомотива») и 17 игр в составе владивостокского «Адмирала», который предоставил денежную компенсацию за хоккеиста в октябре 2015 года, но в декабре месяце того же года, Рафиков последовал в обратном направлении. После возвращения в стан «железнодорожников», Рушан помог молодёжной команде завоевать кубок Харламова по итогам сезона, после чего завершил свои выступления на молодёжном уровне и полностью перебрался в тренировочный лагерь основной команды «Локомотива». В сентябре 2017 года провёл свой сотый матч в составе «Локомотива». В ноябре 2019 года отыграл свой двухсотый матч в составе родной команды.

## Карьера в сборной
Прошёл через все вертикали сборной России, от юниорской до главной. Из основных достижений победа на мировом Кубке вызова в 2012 году, победа в в молодёжной суперсерии в 2014 году, вызов в университетскую сборную и победу на зимней Универсиаде в Гранаде — 2015, а также серебро на молодёжном чемпионате мира — 2015. В 2016 году Рафиков получил вызов сборную России на финский этап Евротура и во втором матче поразил ворота сборной Швеции, открыв счёт голам за основную сборную страны.

## Личная жизнь
Женат, супруга - Ирина. 21 июня 2025 года у пары родился сын (Ратмир). 

## Игровая Статистика
И - количество сыгранных матчей
Ш - количество заброшенных шайб 
П - количество отданных голевых передач
О - количество набранных очков
Штр - штрафное время (в минутах)
| 2011—12          | Локо             | МХЛ | 26  | 4  | 2   | 6   | 14  | 3  | 0 | 1  | 1  | 25 |
| 2012—13          | Локо             | МХЛ | 53  | 1  | 9   | 10  | 38  | —  | — | —  | —  | —  |
| 2013—14          | Локо             | МХЛ | 47  | 8  | 12  | 20  | 46  | 7  | 0 | 0  | 0  | 2  |
| 2014—15          | Рязань           | ВХЛ | 35  | 1  | 17  | 18  | 16  | 5  | 1 | 2  | 3  | 0  |
| 2014—15          | Локо             | МХЛ | 2   | 1  | 0   | 1   | 0   | 14 | 4 | 4  | 8  | 22 |
| 2015—16          | Локомотив        | КХЛ | 16  | 0  | 0   | 0   | 6   | —  | — | —  | —  | —  |
| 2015—16          | Рязань           | ВХЛ | 4   | 0  | 1   | 1   | 0   | —  | — | —  | —  | —  |
| 2015—16          | Локо             | МХЛ | 3   | 0  | 0   | 0   | 2   | 15 | 3 | 7  | 10 | 35 |
| 2015—16          | Адмирал          | КХЛ | 17  | 0  | 2   | 2   | 6   | —  | — | —  | —  | —  |
| 2016—17          | Локомотив        | КХЛ | 57  | 1  | 11  | 12  | 32  | 14 | 0 | 4  | 4  | 6  |
| 2017—18          | Локомотив        | КХЛ | 36  | 1  | 10  | 11  | 22  | —  | — | —  | —  | —  |
| 2018—19          | Локомотив        | КХЛ | 48  | 5  | 9   | 14  | 16  | 11 | 2 | 2  | 4  | 6  |
| 2019—20          | Локомотив        | КХЛ | 52  | 8  | 12  | 20  | 12  | 6  | 0 | 1  | 1  | 2  |
| 2020—21          | Локомотив        | КХЛ | 58  | 5  | 19  | 24  | 20  | 11 | 0 | 3  | 3  | 0  |
| 2021—22          | Локомотив        | КХЛ | 47  | 7  | 9   | 16  | 8   | 4  | 0 | 1  | 1  | 0  |
| 2022—23          | Локомотив        | КХЛ | 66  | 6  | 16  | 22  | 16  | 12 | 3 | 4  | 7  | 2  |
| 2023—24          | Локомотив        | КХЛ | 62  | 12 | 13  | 25  | 28  | 20 | 0 | 8  | 8  | 2  |
| 2024—25          | Локомотив        | КХЛ | 64  | 6  | 16  | 22  | 22  | 21 | 2 | 3  | 5  | 8  |
| Общая статистика | Общая статистика | КХЛ | 523 | 51 | 117 | 168 | 188 | 99 | 7 | 26 | 33 | 26 |
| Общая статистика | Общая статистика | МХЛ | 131 | 14 | 23  | 37  | 100 | 39 | 7 | 12 | 19 | 84 |
| Общая статистика | Общая статистика | ВХЛ | 39  | 1  | 18  | 19  | 16  | 5  | 1 | 2  | 3  | 0  |

## Достижения
- Бронзовый призёр Первенства федеральных округов (2009)
- Трёхкратный вице-чемпион России среди юниоров (2008, 2010, 2012)
- Обладатель мирового Кубка Вызова U17 (2012)
- Победитель Subway Super Series (2014)
- Серебряный призёр чемпионата мира среди молодежи (2015)
- Чемпион всемирной Универсиады (2015)
- Бронзовый призёр чемпионата МХЛ (2015)
- Обладатель кубка Харламова (2016)
- Бронзовый призёр чемпионата России (2017)
- Обладатель Кубка Гагарина 2025 года